# Campionati italiani di sci alpino 1987
Ai Campionati italiani di sci alpino 1987 svoltisi a Limone Piemonte furono assegnati i titoli di supergigante, slalom gigante e slalom speciale, sia maschili sia femminili, e di discesa libera e combinata maschili.

## Risultati

### Uomini

#### Discesa libera
| Pos. | Atleta              | Nazione |
| ---- | ------------------- | ------- |
| 1    | Michael Mair        | Italia  |
| 2    | Danilo Sbardellotto | Italia  |
| 3    | Werner Perathoner   | Italia  |

#### Supergigante
| Pos. | Atleta              | Nazione |
| ---- | ------------------- | ------- |
| 1    | Danilo Sbardellotto | Italia  |
| 2    | Giglio Tomasi       | Italia  |
| 3    | Richard Pramotton   | Italia  |

#### Slalom gigante
| Pos. | Atleta            | Nazione |
| ---- | ----------------- | ------- |
| 1    | Giglio Tomasi     | Italia  |
| 2    | Richard Pramotton | Italia  |
| 3    | Marco Tonazzi     | Italia  |

#### Slalom speciale
| Pos. | Atleta            | Nazione |
| ---- | ----------------- | ------- |
| 1    | Alex Giorgi       | Italia  |
| 2    | Richard Pramotton | Italia  |
| 3    | Roberto Grigis    | Italia  |

#### Combinata
| Pos. | Atleta            | Nazione |
| ---- | ----------------- | ------- |
| 1    | Richard Pramotton | Italia  |
| 2    | Werner Perathoner | Italia  |
| 3    | Ivan Marzola      | Italia  |

### Donne

#### Supergigante
| Pos. | Atleta           | Nazione |
| ---- | ---------------- | ------- |
| 1    | Michaela Marzola | Italia  |
| 2    | Karla Delago     | Italia  |
| 3    | Fulvia Stevenin  | Italia  |

#### Slalom gigante
| Pos. | Atleta             | Nazione |
| ---- | ------------------ | ------- |
| 1    | Fulvia Stevenin    | Italia  |
| 2    | Deborah Compagnoni | Italia  |
| 3    | Michaela Marzola   | Italia  |

#### Slalom speciale
| Pos. | Atleta               | Nazione |
| ---- | -------------------- | ------- |
| 1    | Paoletta Magoni      | Italia  |
| 2    | Nicoletta Merighetti | Italia  |
| 3    | Cecilia Lucco        | Italia  |